# Clochemerle (téléfilm, 2004)
Pour les articles homonymes, voir Clochemerle (homonymie).
Clochemerle est un téléfilm réalisé par Daniel Losset, sur un scénario de Philippe Madral, et sorti en 2004. Il est adapté du roman éponyme de Gabriel Chevallier.

## Synopsis
Une campagne électorale agitée, dans un petit village du Beaujolais, qui provoque des affrontements allant jusqu'à une émeute et l'intervention de la troupe. L'objet de cette discorde : l'édification d'une pissotière devant l'Église.

## Fiche technique
- Réalisation : Daniel Losset
- Auteur du roman : Gabriel Chevallier
- Scénario et dialogues : Philippe Madral

## Distribution
- Bernard-Pierre Donnadieu : Barthélémy Piéchut, le maire de Clochemerle
- Jérôme Anger : Hyacinthe Girodot, le notaire
- Jean-François Dérec : Ernest Tafardel, l'instituteur et secrétaire de mairie
- Eva Mazauric : Judith Toumignon, patronne des Galeries Beaujolaises, la pulpeuse et insatiable épouse de François
- Anne Le Ny : Justine Putet, la punaise de sacristie
- Macha Méril : la baronne Alphonsine de Courtebiche
- Éric Berger : Oscar de Saint-Choul
- Marc Citti : Arthur Torbayon, l'aubergiste
- Karin Swenson : Adèle Torbayon, l'épouse de l'aubergiste
- Michaela Badinkova : Estelle de Saint-Choul, la fille de la baronne
- Franck Gourlat : Dieudonné Poilphard, le pharmacien
- Jean-Pierre Michaël : le capitaine Tardivaux
- André Penvern : Augustin Ponosse, le curé paresseux
- Jean-Claude Bouillaud : Alexandre Bourdillat, le député et ancien ministre
- Karel Habi : le comte
- Jan Santroch : Claudius Brodequin, le fils de viticulteurs aisés
- Petra Ledingdonova : Rose Bivaque

## Récompense
Prix du meilleur comédien attribué à Bernard-Pierre Donnadieu en 2005, aux Rencontres internationales de télévision de Reims.